# Effet de richesse
En économie, l'effet de richesse renvoie à une propension à dépenser de manière proportionnellement plus importante au fur et à mesure que le patrimoine augmente : autrement dit, lorsque la richesse des ménages s'accroît, la consommation augmente encore plus rapidement.
L'étude des effets de richesse est particulièrement pertinente dans les économies où les actifs des ménages sont fortement financiarisés. Ainsi, aux États-Unis où une large part du patrimoine des ménages est composé d'actions, l'évolution boursière conditionne souvent cet effet de richesse. De même, le développement exceptionnel des marchés financiers dans les années 1990 explique en grande partie la permanence de la consommation américaine au cours de cette période.
L'effet de richesse correspond à la situation anormale de l'épargne négative des ménages américains. Le surplus de la consommation sur le revenu est financé par le recours massif au crédit bancaire. Cet état de fait s'explique par la baisse du taux d'intérêt qui rend la consommation et la détention des titres (actions et obligations) plus avantageuses que le placement bancaire. À l'inverse, lorsque le taux d'intérêt augmente, les ménages baissent leur consommation. Au lieu de consommer, ils préfèrent épargner et gagner. La baisse de la consommation est le résultat de la baisse du patrimoine (ou de la richesse) composé essentiellement d'actifs financiers. En effet, selon l'effet balançoire, les obligations acquises avant l'augmentation du taux d'intérêt ne sont plus, désormais, rentables.